# Reichenbach (Bad Schussenried)
Reichenbach ist ein Ortsteil mit circa 750 Einwohnern der Stadt Bad Schussenried im Landkreis Biberach in Oberschwaben.
Das Dorf liegt circa eineinhalb Kilometer nordwestlich von Bad Schussenried. 

## Geschichte
Reichenbach ist durch die aus der Pfahlbauzeit stammenden Funde im Steinhausener Ried bekannt.
Der Ort wurde 838 als „Rinchinbah“ erstmals erwähnt. Von 1258 bis 1389 sind hier die niederadligen Herren von Reichenbach erwähnt. Die Oberhoheit stand vermutlich den Schenken von Winterstetten-Schmalegg zu. Schenk Ulrich in Otterswang verkaufte den Ort 1339 an das Kloster Schussenried. Durch die Säkularisation des Klosters im Jahr 1803 kam Reichenbach an die Grafen von Sternberg-Manderscheid und unterstand aufgrund der Mediatisierung ab 1806 der württembergischen Landesherrschaft. Der württembergische Staat erwarb die Rechte der Sternberg im Jahr 1835. Die Gemeinde Reichenbach gehörte zum Oberamt Saulgau bzw. ab 1938 zum Landkreis Saulgau. 
Im Zuge der Gebietsreform in Baden-Württemberg wurde am 1. Januar 1974 die Gemeinde Reichenbach mit Atzenberg, Burg, Fünfhäuser, Hopferbach, Laimbach und dem Gehöft Schwaigfurt in die Stadt Bad Schussenried eingegliedert.

## Kulturdenkmale

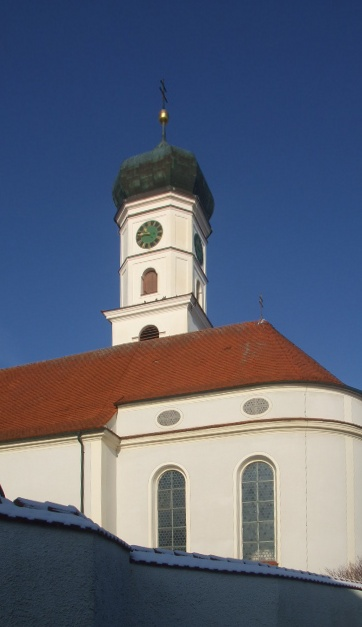
Pfarrkirche St. Sebastian

Siehe auch: Liste der Kulturdenkmale in Reichenbach
- Katholische Pfarrkirche St. Sebastian
- Pfarrhaus

## Persönlichkeiten
- Vinzenz Gnann (1889–1980), württembergischer Landrat